# Tim Henman
Tim Henman (Timothy Henry Henman) (Oxford, 6 de septiembre de 1974) es un exjugador de tenis inglés. Fue el primer tenista de esa nacionalidad en alcanzar las semifinales del tradicional torneo de Wimbledon desde que Roger Taylor lo logró en los años 1970. Se retiró en septiembre de 2007, tras el US Open.

## Biografía
Henman nació en Oxford, Oxfordshire, como el menor de una familia de tres hijos varones. El padre de Henman, Anthony, abogado, practicaba varios deportes, entre ellos tenis, hockey y squash. Su madre, Jane, diseñadora de ropa, jugaba en el Wimbledon Junior e inició a Tim y a sus hermanos mayores, Michael y Richard, en el tenis en cuanto pudieron pisar la pista de hierba de la familia. Su bisabuelo jugó en Wimbledon. Su abuelo materno, Henry Billington, jugó en Wimbledon entre 1948 y 1951, y representó a Gran Bretaña en la Copa Davis en 1948, 1950 y 1951.
En 1901, su bisabuela materna, Ellen Stanwell-Brown, fue supuestamente la primera mujer en servir por encima del brazo en Wimbledon. Su abuela materna, Susan Billington, participó regularmente en Wimbledon en la década de 1950, jugando dobles mixtos en la Pista Central con su marido Henry, alcanzando la tercera ronda de dobles femeninos en 1951, 1955 y 1956.
Henman creció en Weston-on-the-Green, Oxfordshire, un pueblo entre Oxford y Bicester de unos 500 habitantes. En casa, la familia tenía una pista de tenis de hierba en el jardín trasero. Henman empezó a jugar al tenis antes de los tres años con una raqueta de squash acortada. En ese momento, ya estaba aprendiendo a sacar y a volear. En una etapa temprana de su vida, Henman decidió que, si no triunfaba en el tenis, se convertiría en golfista.

## Trayectoria
Henman fue el jugador británico número 1 en 1996 y de nuevo de 1999 a 2005, momento en el que fue superado por Andy Murray. Entre julio de 2002 y octubre de 2004, alcanzó en tres ocasiones el número 4 del mundo, el más alto de su carrera. Es uno de los jugadores británicos más laureados de la Era Abierta, con 11.635.542 dólares en premios. En 2004 fue nombrado OBE (Orden del Imperio Británico).
Durante la mayor parte de su carrera, Henman fue considerado un especialista en pistas de hierba, alcanzando cuatro semifinales de Wimbledon en los cinco años comprendidos entre 1998 y 2002. Al principio de su carrera también cosechó un éxito considerable en pista dura, con su primer título en el torneo de Wimbledon.

## Títulos

### Individuales
| Leyenda                |
| Grand Slam (0)         |
| Tennis Masters Cup (0) |
| ATP Masters Series (1) |
| ATP Tour (10)          |

| N.º | Fecha                   | Torneo     | Superficie | Oponente en la final | Resultado       |
| --- | ----------------------- | ---------- | ---------- | -------------------- | --------------- |
| 1.  | 6 de enero de 1997      | Sídney     | Dura       | Carlos Moyá          | 6-3 6-1         |
| 2.  | 8 de septiembre de 1997 | Taskent    | Dura       | Marc Rosset          | 7-6 6-4         |
| 3.  | 5 de octubre de 1998    | Taskent    | Dura       | Yevgeny Kafelnikov   | 7-5 6-4         |
| 4.  | 5 de octubre de 1999    | Basilea    | Carpeta    | Andre Agassi         | 6-4 6-3 3-6 6-4 |
| 5.  | 9 de octubre de 2000    | Viena      | Carpeta    | Tommy Haas           | 6-4 6-4 6-4     |
| 6.  | 20 de noviembre de 2000 | Brighton   | Dura       | Dominik Hrbaty       | 6-2 6-2         |
| 7.  | 12 de febrero de 2001   | Copenhague | Carpeta    | Andreas Vinciguerra  | 6-3 6-4         |
| 8.  | 22 de octubre de 2001   | Basilea    | Carpeta    | Roger Federer        | 6-3 6-4 6-2     |
| 9.  | 1 de enero de 2002      | Adelaida   | Dura       | Mark Philippoussis   | 6-4 6-7 6-3     |
| 10. | 28 de julio de 2003     | Washington | Dura       | Fernando González    | 6-3 6-4         |
| 11. | 27 de octubre de 2003   | París TMS  | Carpeta    | Andrei Pavel         | 6-2 7-6 7-6     |

2003  Roland Garros

#### Finalista en individuales (17)
| N.º | Fecha                 | Torneo       | Superficie  | Oponente en la final | Resultado                      |
| --- | --------------------- | ------------ | ----------- | -------------------- | ------------------------------ |
| 1.  | 5 de enero de 1997    | Doha         | Dura        | Jim Courier          | 5-7, 7-6(5), 2-6               |
| 2.  | 17 de febrero de 1997 | Amberes      | Dura (i)    | Marc Rosset          | 2-6, 5-7, 4-6                  |
| 3.  | 18 de enero de 1998   | Sídney       | Dura        | Karol Kučera         | 5-7, 4-6                       |
| 4.  | 2 de agosto de 1998   | Los Ángeles  | Dura        | Andre Agassi         | 4-6, 4-6                       |
| 5.  | 10 de enero de 1999   | Doha         | Dura        | Rainer Schuettler    | 4-6, 7-6, 1-6                  |
| 6.  | 21 de febrero de 1999 | Róterdam     | Carpeta     | Yevgeny Kafelnikov   | 2-6, 6-7(3)                    |
| 7.  | 13 de junio de 1999   | Queen's Club | Césped      | Pete Sampras         | 7-6(1), 4-6, 6-7(4)            |
| 8.  | 4 de octubre de 1999  | Basilea      | Carpeta     | Karol Kučera         | 4-6, 6-7(10), 6-4, 6-4, 6-7(2) |
| 9.  | 10 de febrero de 2000 | Róterdam     | Carpeta     | Cedric Pioline       | 7-6(3), 4-6, 6-7(4)            |
| 10. | 12 de marzo de 2000   | Scottsdale   | Dura        | Lleyton Hewitt       | 4-6, 6-7(2)                    |
| 11. | 13 de agosto de 2000  | Cincinnati   | Dura        | Thomas Enqvist       | 6-7(5), 4-6                    |
| 12. | 17 de junio de 2001   | Queen's Club | Césped      | Lleyton Hewitt       | 6-7(3), 6-7(3)                 |
| 13. | 24 de febrero de 2002 | Róterdam     | Carpeta (i) | Nicolas Escude       | 6-3, 6-7(7), 4-6               |
| 14. | 17 de marzo de 2002   | Indian Wells | Dura        | Lleyton Hewitt       | 1-6, 2-6                       |
| 15. | 16 de junio de 2002   | Queen's Club | Dura        | Lleyton Hewitt       | 6-4, 1-6, 4-6                  |
| 16. | 21 de marzo de 2004   | Indian Wells | Dura        | Roger Federer        | 3-6, 3-6                       |
| 17. | 2 de octubre de 2006  | Tokio        | Dura        | Roger Federer        | 3-6, 3-6                       |

### Clasificación en torneos del Grand Slam
| Torneo               | 2006 | 2005 | 2004 | 2003 | 2002 | 2001 | 2000 | 1999 | 1998 | 1997 | 1996 | 1995 | 1994 | Acumulado |
| -------------------- | ---- | ---- | ---- | ---- | ---- | ---- | ---- | ---- | ---- | ---- | ---- | ---- | ---- | --------- |
| Abierto de Australia | 1R   | 3R   | 3R   | -    | 4R   | 4R   | 4R   | 3R   | 1R   | 3R   | 2R   | -    | -    | 0         |
| Roland Garros        | 2R   | 2R   | SF   | 3R   | 2R   | 3R   | 3R   | 3R   | 1R   | 1R   | 1R   | -    | -    | 0         |
| Wimbledon            | 2R   | 2R   | CF   | CF   | SF   | SF   | 4R   | SF   | SF   | CF   | CF   | 2R   | 1R   | 0         |
| US Open              | 2R   | 1R   | SF   | 1R   | 3R   | 3R   | 3R   | 1R   | 4R   | 2R   | 4R   | 2R   | -    | 0         |
| Tennis Masters Cup   | -    | -    | 1R   | -    | -    | -    | -    | -    | SF   | -    | -    | -    | -    | 0         |

### Dobles
| Leyenda                |
| Grand Slam (0)         |
| Tennis Masters Cup (0) |
| ATP Masters Series (2) |
| ATP Tour (2)           |

| N.º | Fecha                    | Torneo     | Superficie    | Pareja           | Oponentes en la final         | Resultado   |
| --- | ------------------------ | ---------- | ------------- | ---------------- | ----------------------------- | ----------- |
| 1.  | 29 de septiembre de 1997 | Basilea    | Moqueta       | Marc Rosset      | Karsten Braasch Jim Grabb     | 7-6 6-7 7-6 |
| 2.  | 29 de febrero de 1999    | Londres    | Moqueta       | Greg Rusedski    | Byron Black Wayne Ferreira    | 6-3 7-6(6)  |
| 3.  | 19 de abril de 1999      | Montecarlo | Tierra batida | Olivier Delaitre | Jiří Novák David Rikl         | 6-2 6-3     |
| 4.  | 19 de abril de 2004      | Montecarlo | Tierra batida | Nenad Zimonjić   | Gastón Etlis Martín Rodríguez | 7-5 6-2     |

### Finalista en dobles
- 1996: Juegos Olímpicos de Atlanta 1996 (junto a Neil Broad pierden ante Todd Woodbridge y Mark Woodforde)
- 2000: Róterdam (junto a Yevgeny Kafelnikov pierden ante David Adams y John-Laffnie de Jager)